# 東海道 本宿 旧代官屋敷
東海道 本宿 旧代官屋敷（とうかいどう もとじゅく きゅうだいかんやしき）は、愛知県岡崎市本宿町南中町23にある建築物。イタリア料理店や郷土史資料展示室を併せ持つ。冨田家住宅木南舎、冨田家住宅土蔵が登録有形文化財。

## 歴史

### 冨田家の歴史
永享4年（1432年）、室町幕府第6代征夷大将軍である足利義教が京から下向した際、家臣の大江国豊は三河国加茂郡冨田（現・愛知県豊田市）に住み着いたとされる。大江国豊は地名に合わせて姓を冨田とした。
元禄11年（1698年）、大身旗本・柴田勝門（3520石）が関東地方から三河国に知行地を移された。柴田家は知行地支配のために額田郡本宿村（現・岡崎市本宿町）に陣屋を置き、現地の有力者であった冨田元右衛門重庸を初代代官に任じた（公式ウェブサイトによれば重庸の代官就任は18世紀前半のことという）。冨田元右衛門重庸は本宿村における冨田家の始祖となった。

### 主屋や土蔵の竣工
文化10年（1813年）には西岡群蔵常業が冨田家の養子となり、富田群蔵常業は文化12年（1815年）に本宿陣屋の代官に就任した。文政10年（1827年）に今日の冨田家住宅の主屋（木南舎）が建てられた。天保4年（1833年）に始まった天保の大飢饉の際には灌漑池を造成するなど、勧農殖産に手腕を発揮した。
明治維新によって冨田家は代官の職を離れた。1876年（明治9年）頃には土蔵が建てられた。1903年（明治36年）、11代当主の冨田丈次郎が冨田医院を開業して初代院長となった。

### 戦後の動向

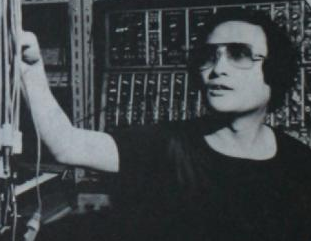
作曲家の冨田勲

太平洋戦争中の1941年（昭和16年）には冨田清が2代目院長に就任した。冨田清の長男である冨田勲は慶應義塾大学に進学してシンセサイザー作曲家の道を歩んだため、冨田勲の弟の冨田稔が1972年（昭和47年）に3代目院長に就任した。冨田稔は神経科学者としても活躍している。
2004年（平成16年）には冨田病院の開院100周年記念パーティが開催された。2009年（平成21年）には冨田裕が4代目院長に就任し、2012年（平成24年）には新病院が完成した。
2017年（平成29年）には旧主屋（旧代官屋敷）が、2018年（平成30年）9月1日には土蔵が岡崎市歴史的風致形成建造物に指定された。

### 東海道 本宿 旧代官屋敷のオープン
2019年（令和元年）には旧代官屋敷と蔵を再生し、同年5月1日には木南舎にイタリア料理店のユギーノユーゴがオープンした。2020年（令和2年）4月30日、冨田家住宅木南舎、冨田家住宅土蔵が登録有形文化財に登録された。

## 建築
冨田家住宅木南舎
木南舎はもともと代官屋敷の主屋であり、冨田家敷地の南西に東に面して建つ。1827年築の切妻造に瓦葺の越屋根を乗せた木造2階建、建築面積204平方メートルの1棟。間取りは、北に土間、南が床上となっている。
冨田家住宅土蔵
木南舎の背面、南北にあり、屋敷構えの一角を成す。南は家財蔵で東に戸口を開き、北は米蔵で北面に戸口を開く。いずれも1876年建造の切妻造の木造2階建で一部が平屋建、桟瓦葺で、鉢巻をまわす。外壁は下見板張で、南蔵の2階は漆喰塗。建築面積は43平方メートル。

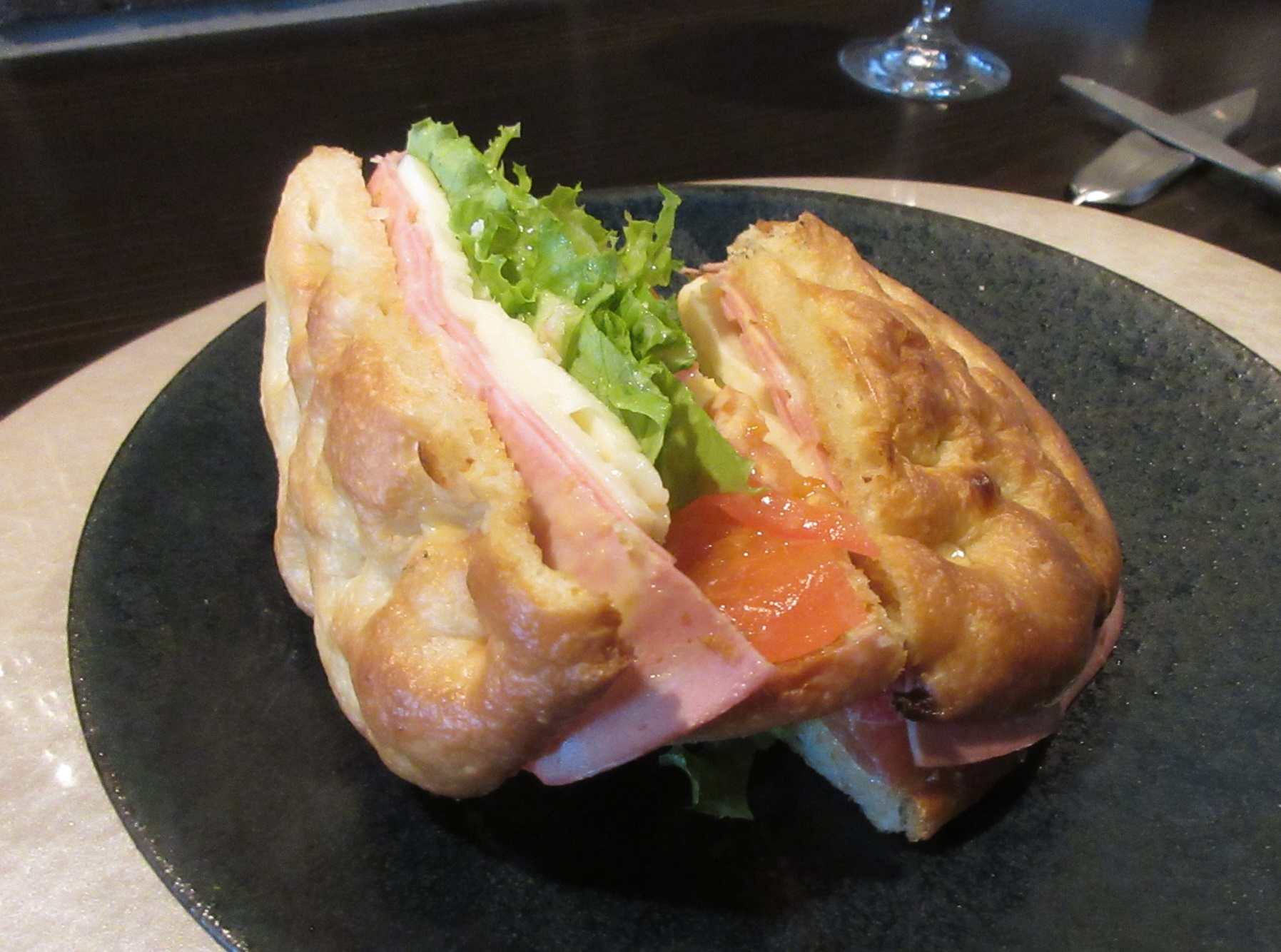
ユギーノユーゴ
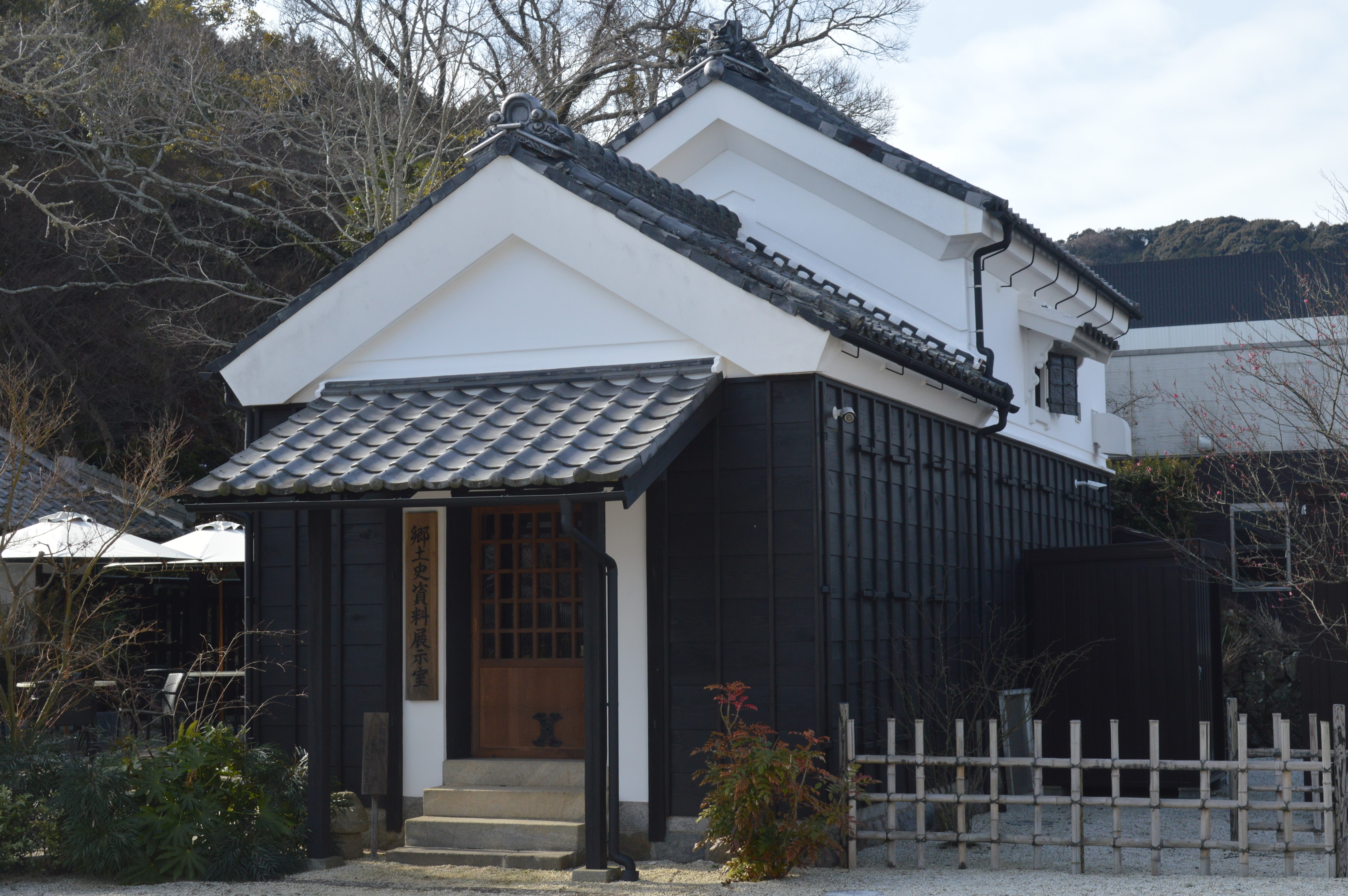
土蔵
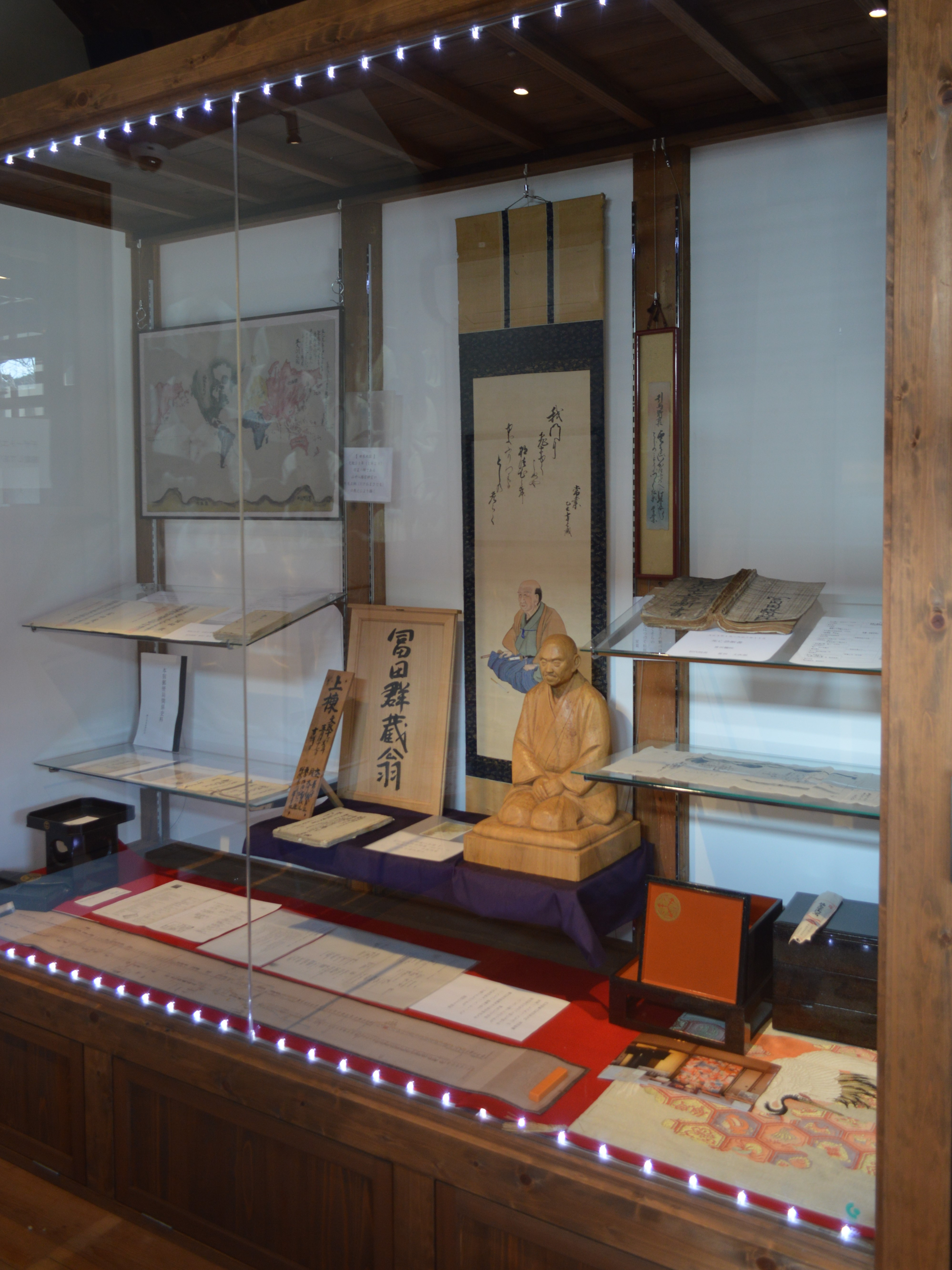
土蔵の郷土史資料展示室